# Ceremonia de apertura de los Juegos Olímpicos de Tokio 2020
La ceremonia de apertura de los Juegos Olímpicos de Tokio 2020 tuvo lugar el viernes 23 de julio de 2021 en el Estadio Olímpico de Tokio.  Tal como lo ordena la Carta Olímpica, la ceremonia combinó elementos protocolares obligatorios (los discursos de bienvenida, el izado de banderas, el desfile de los atletas y el encendido del pebetero olímpico) y un espectáculo artístico para presentar la cultura del país sede.

## Preparativos
El Comité Organizador de los Juegos Olímpicos y Paralímpicos de Tokio (TOCOG) dio el primer informe de los preparativos en diciembre de 2017, con la publicación del documento "Política básica" para las ceremonias olímpicas y paralímpicas.  El documento se basó en los comentarios de los expertos y las opiniones del público japonés e incluye los elementos fundamentales para el posicionamiento y el concepto general de las cuatro ceremonias. La ceremonia de apertura olímpica es para presentar los temas y conceptos de las 4 ceremonias, incluida la paz, la convivencia, la reconstrucción, el futuro, Japón y Tokio, los atletas y la participación.
En julio de 2018, Mansai Nomura, actor del teatro tradicional japonés, fue anunciado como director creativo en jefe para las ceremonias de apertura y clausura. En diciembre de 2020, Normura renunció al cargo y se convirtió en asesor, y Hiroshi Sasaki fue nombrado nuevo director creativo en jefe para las ceremonias de Tokio. En marzo de 2021, Sasaki renunció después de hacer un comentario despectivo sobre la comediante e ícono de la moda japonesa Naomi Watanabe. Los informes se produjeron un mes después de que Yoshiro Mori, presidente del Comité Organizador de Tokio 2020, renunciara por comentarios despectivos sobre las mujeres miembros del Comité.
Marco Balich de Balich Worldwide Shows, es el productor. Estuvo involucrado como productor de las ceremonias de los Juegos Olímpicos de Invierno 2006, Juegos Olímpicos de Invierno 2014 y Juegos Olímpicos de Verano 2016, y ha realizado otras ceremonias internacionales como la Universiada de Verano 2019 y los Juegos Panamericanos 2019 en Lima. En julio de 2019, mencionó que su participación será en asociación con la empresa de publicidad japonesa Dentsu. El director creativo de Dentsu para estas ceremonias, Kaoru Sugano, renunció en enero de 2020 por acusaciones de acoso.
Las ceremonias de apertura olímpicas anteriores en Japón, como la ceremonia de apertura de los Juegos Olímpicos de Invierno de 1998 en Nagano, mezclaron elementos culturales japoneses antiguos con temas de paz internacional. Los informes de Inside the Games y Kyodo News en enero de 2020 sugieren que habrá un mayor enfoque en la tecnología japonesa y su cultura popular en esta ceremonia. La especulación no carece de mérito. En la ceremonia de clausura en Río 2016, el entonces primer ministro de Japón, Shinzo Abe se disfrazó de Mario en el segmento de traspaso.
El 28 de julio de 2021, la revista japonesa Shukan Bunshun informó que se habían hecho planes para una ceremonia de apertura más extravagante, que involucraba elementos de los videojuegos de Nintendo, el manga, la cultura pop japonesa y Lady Gaga. Debido a la demora en los Juegos Olímpicos y al cambio de directores, se cortó el contenido de la ceremonia previamente arreglada.

### Impacto de la pandemia de COVID-19
En febrero de 2020, después de los anuncios sobre la reducción del maratón de Tokio debido a los efectos de la pandemia de COVID-19, los funcionarios de salud comenzaron a cuestionar si la ceremonia de apertura olímpica también se vería afectada. El 24 de marzo de 2020, el COI y el Comité Organizador de Tokio anunciaron oficialmente sobre la pandemia en curso en Japón, los Juegos Olímpicos y Paralímpicos de verano de 2020 se retrasarían hasta 2021 y se celebrarían a más tardar en el verano de 2021 (lo que marca la primera vez que se han realizado unos Juegos Olímpicos completos). pospuesto alguna vez). El 30 de marzo de 2020, se anunció que la ceremonia tendría lugar el 23 de julio de 2021. La etapa japonesa del relevo de la antorcha de los Juegos Olímpicos de Verano de 2020 debía comenzar en la prefectura de Fukushima (el lugar del desastre nuclear de Fukushima Daiichi en 2011) el 26 de marzo de 2020 con el Ministerio de Relaciones Exteriores utilizando el término "Juegos Olímpicos de Reconstrucción", pero se pospuso para el 25 de marzo de 2021. 
Balich dejó constancia de que la crisis del coronavirus se mencionaría en algún momento durante la ceremonia debido a su importancia en los juegos. En diciembre de 2020, cuando Sasaki fue nombrado nuevo Director Creativo en Jefe para las ceremonias, señaló que los planes anteriores se descartaron por considerarse demasiado extravagantes, lo que sugería que se simplificaría y reduciría según las expectativas de la audiencia.
Durante las charlas de organización a fines de 2020, surgieron preocupaciones sobre si los atletas podrían asistir a la ceremonia de apertura. En noviembre de 2020, los organizadores acordaron que no habría límite para los atletas competidores que asistieran a la ceremonia si así lo deseasen, pero habría un máximo de seis oficiales por delegación de cada país.
A la ceremonia de apertura de los Juegos Olímpicos de verano de 2020 solo asistieron invitados VIP después de una decisión de prohibir a los espectadores, y gran parte de las secciones artísticas y culturales de la ceremonia se adhirieron a las pautas de distanciamiento social y algunas partes se filmaron virtualmente.

## Ceremonia
El evento, que estaba programado para durar 3 horas y media, comenzó a las 20:00 JST  y contó con muchas secuencias de la ceremonia que fueron pregrabadas. Como parte del tema "Avanzando", muchos segmentos involucraron una representación diversa y construcción o reconstrucción.

### Sección artística
La ceremonia comenzó con un montaje en video de la recapitulación de Tokio para albergar los Juegos, desde la elección de la sede en 2013 durante la 125a Sesión del COI, al arduo trabajo y entrenamiento de los atletas, a los Juegos Olímpicos de Río 2016, a la calificación de los atletas; y luego, los eventos caóticos de 2020, cuando el mundo cambió repentinamente, lo que provocó que los atletas continuaran entrenando desde casa a través de la comunicación por video.
La primera actuación de la ceremonia, diseñada como "[escaparate] del fuerte de Japón en arte digital y tecnología de mapeo de proyección", contó con una proyección de gráficos digitales en el piso del estadio. En el centro de la misma, la enfermera y boxeadora Arisa Tsubata trotó en una cinta de correr, Luego se le unieron varios artistas en una bicicleta de ejercicio, remando o corriendo en su lugar, mientras que artistas abstractos bailaban y se proyectaban bolas de luz de colores, "simbolizando la difícil situación de los atletas en el entrenamiento durante la pandemia para este evento". La ceremonia se abrió con bailarines vestidos con atuendos blancos conectados por hilos rojos, destinados a "retratar el funcionamiento interno del cuerpo y el corazón".
El siguiente acto contó con la cantante local Misia, quien cantó el Himno Nacional de Japón. Después de que se entonó el himno japonés, se rindió un homenaje por aquellos que habían muerto a causa del COVID-19, el terremoto y tsunami de Tōhoku de 2011, y especialmente por las víctimas de la masacre de Múnich 1972, un año antes del 50 aniversario de esa masacre. El actor Mirai Moriyama apareció vestido de blanco y con aspecto lúgubre. Después de adoptar una pose de luto, realizó un baile butō en medio del estadio, mientras sonaba una música tenebrosa y fúnebre. Posteriormente, se guardó un momento de silencio en la culminación de este tramo de la ceremonia.
Después vino la develación de los Anillos Olímpicos, que se hicieron con árboles plantados a partir de semillas durante los Juegos Olímpicos de 1964. Protagonizó a artistas de tap con abrigos hanten, que tradicionalmente usaban los artesanos y carpinteros de la era Edo (1603-1868), evocando los festivales japoneses de verano, en los que este estilo de ropa es común, ya que construyeron lo que se ha descrito como un simulacro de Villa Olímpica o un matsuri (festival japonés), ya que los anillos fueron traídos mientras estaban rodeados de linternas de papel japonesas.
Se mostró un video pregrabado de Muhammad Yunus (economista y empresario de Bangladés, y Premio Nobel de la Paz 2006) recibiendo el Laurel Olímpico en Bangladés, pues Yunus no pudo viajar a Japón debido a restricciones de viaje relacionadas con la pandemia de COVID-19 en ese país. Después, se mostró otro vídeo pregrabado para presentar a todos los atletas que han acudido a la cita olímpica, procedentes de países de todos los rincones del planeta.

### Desfile de naciones
Los atletas ingresaron al estadio en un orden dictado por la tradición olímpica. Como creador de los Juegos Olímpicos, el equipo griego entró primero. El Equipo Olímpico de Refugiados, compuesto por refugiados de varios países, fue la segunda nación en ingresar, después de Grecia. Otros equipos ingresaron en el orden del sistema Gojūon según los nombres de los países en el idioma japonés, la primera vez que esto sucedió ya que los Juegos Olímpicos anteriores celebrados en Japón han utilizado el idioma inglés. Por primera vez en la ceremonia de apertura, los países que albergarán los dos próximos Juegos Olímpicos, Francia y Estados Unidos, marcharon inmediatamente antes de que ingresara la nación anfitriona Japón, en lugar de entrar al ciento cincuenta y cuatro (entre Brasil y Bulgaria) y séptimo (entre Afganistán y Samoa Americana), respectivamente, según el orden alfabético japonés. Siguiendo la tradición, la delegación de la nación anfitriona, Japón, entró en último lugar. Los nombres de las naciones se anunciaron en francés, inglés y japonés, los idiomas oficiales del movimiento olímpico y la nación anfitriona, de acuerdo con las pautas tradicionales e internacionales del Comité Olímpico (COI).
Los propios atletas asistieron en números bajos en comparación con los Juegos Olímpicos anteriores. Por primera vez, cada equipo tuvo la opción de permitir dos abanderados, un hombre y una mujer, en un esfuerzo por promover la igualdad de género. La mayoría de países optaron por estar representados por dos atletas.
Cada uno de los letreros que mostraban los nombres de los países estaba escrito en japonés por un lado y en inglés por el otro, encerrados en globos de diálogo que evocaban paneles de manga. Además, durante el segmento se utilizaron 19 pistas musicales de populares videojuegos japoneses.
El Desfile de las Naciones terminó con la proyección del eslogan olímpico "Más rápido, más alto, más fuerte - Juntos" en el centro del piso del estadio, entre los atletas, que se organizaron en cuadrantes después de que entraron.

### Parte protocolaria
Un mensaje de Kirsty Coventry, la presidenta saliente de la Comisión de Atletas del COI (un vídeo pregrabado), presentó el nuevo Juramento Olímpico con el objetivo de promover la inclusión y el papel de los atletas, jueces y entrenadores como embajadores. El siguiente juramento fue pronunciado por 6 participantes de la delegación japonesa:

Prometemos participar en estos Juegos Olímpicos, respetando y cumpliendo las reglas y con el espíritu del juego limpio, la inclusión y la igualdad. Juntos somos solidarios y nos comprometemos con el deporte sin dopaje, sin trampas, sin ningún tipo de discriminación. Hacemos esto por el honor de nuestros equipos, en el respeto de los Principios Fundamentales del Olimpismo y para hacer del mundo un lugar mejor a través del deporte.

Le siguieron grupos de todas las edades bailando alrededor de unas cajas, no antes sin ver otro vídeo pregrabado que conecta el presente y el pasado de los Juegos Olímpicos. Estos grupos se organizaron en tres círculos y luego en el logotipo de Tokio 2020. Reflejando el segmento anterior, 1824 drones hicieron una interpretación en 3D del logo de los Juegos Olímpicos de Tokio sobre el estadio y luego un globo terráqueo.
Después de esto, vino un "montaje emocional", con una "interpretación mitad en vivo, mitad grabada" de "Imagine" de John Lennon. Dicha interpretación fue hecha por cantantes de cada uno de los cinco continentes: la beninesa Angelique Kidjo, el español Alejandro Sanz, el estadounidense John Legend y el australiano Keith Urban, quienes se unieron de forma remota. A ellos se les unió el Suginami Junior Chorus, quienes estaban en vivo en el estadio.
Luego, Seiko Hashimoto (presidenta del Comité Organizador de los Juegos Olímpicos y Paralímpicos de Tokio) y Thomas Bach (presidente del COI) pronunciaron discursos. La declaración de apertura de los Juegos Olímpicos fue hecha por el emperador Naruhito, dando lugar a 288 fuegos artificiales.
La Bandera Olímpica entró entonces en el estadio. Muchos de los abanderados eran atletas y enfermeras y médicos de primera línea durante la pandemia. Los abanderados fueron:
- Asia: Kento Momota, jugador de bádminton japonés
- Oceanía: Elena Galiabovitch, tiradora y médica australiana[36]
- América: Paula Pareto, judoca y médica argentina[37]
- África: Mehdi Essadiq, triatlonista marroquí
- Europa: Paola Ogechi Egonu, jugadora de voleibol italiana
- Equipo olímpico de refugiados del COI: Cyrille Tchatchet II, levantador de pesas y enfermero camerunés[38]

Luego se entregó la bandera a los trabajadores de primera línea de Japón antes de ser izada. El Himno Olímpico fue cantado en inglés por el Coro de Estudiantes de Fukushima.
Inmediatamente después, se proyectaron palomas en el piso del estadio, antes de que miles de palomas de papel revolotearan en el estadio, mientras se reproducía una grabación en inglés de Susan Boyle interpretando la canción folclórica japonesa Tsubasa wo Kudasai (Alas para volar).
Una secuencia de video mostró la historia de los pictogramas olímpicos que comenzaron a usarse en cada edición desde los Juegos Olímpicos de 1964 (también en Tokio), seguida de una recreación en vivo de los 50 pictogramas utilizados para los eventos de estos Juegos Olímpicos.
Después de esto, se vio en cámara a un técnico de iluminación interpretado por el comediante Hitori Gekidan para encender las luces de varios lugares de interés en Tokio y varias partes de Japón. La campeona olímpica Shizuka Arakawa también participó en este sketch. A eso le siguió la actuación del actor de kabuki Ichikawa Ebizō XI (interpretando un extracto de la obra Shibaraku) acompañada por un recital de la pianista de jazz Hiromi Uehara. El segmento, "destinado a disipar la energía negativa", simbolizó la mezcla de las artes escénicas japonesas tradicionales y el afecto japonés por el jazz moderno.

### Encendido de la llama olímpica
La llama olímpica fue llevada al estadio por la luchadora Saori Yoshida y el judoka Tadahiro Nomura. Tomaron el relevo un trío de grandes del béisbol japonés (Shigeo Nagashima, Sadaharu Oh y Hideki Matsui), para posteriormente llevarla un médico y una enfermera. Después de ellos, la atleta paralímpica Wakako Tsuchida tomó la llama, y luego un grupo de estudiantes de las prefecturas de Iwate, Miyagi y Fukushima que nacieron poco antes del terremoto y tsunami de Tōhoku de 2011. Finalmente, la tenista Naomi Osaka la llevó por los escalones para encender el pebetero olímpico, con forma del monte Fuji . Tres horas después, la jugadora de bádminton Ayaka Takahashi encendió otro pebetero, fuera del estadio.
En diciembre de 2018, los organizadores habían declarado que, aunque el pebetero olímpico se encendía y apagaba oficialmente en el estadio, la llama se transferiría a un pebetero público separado (siguiendo el ejemplo de 2010 y 2016) en la ribera de Tokio mientras se celebraban los Juegos, y trasladado de regreso al Nuevo Estadio Nacional para la ceremonia de clausura. Los organizadores citaron "dificultades físicas" no especificadas para mantener la llama en el Nuevo Estadio Nacional debido a problemas de seguridad contra incendios. Debido al estado de emergencia, el pebetero estaba fuera del alcance de los invitados y se encontraba fuera del Estadio Olímpico. Los escalones para llegar al pebetero, que simboliza el monte Fuji, fueron "diseñados para evocar la imagen de una flor emergente".